# Cmentarz w Horbowie
Cmentarz w Horbowie – rzymskokatolicki cmentarz w Horbowie.
Cmentarz położony jest ok. 200 metrów od kościoła Przemienienia Pańskiego, dawnej cerkwi. Na jego terenie znajduje się pojedynczy nagrobek żołnierza radzieckiego z 1944. Nekropolia zajmuje teren dawnego cmentarza unickiego, a po likwidacji unickiej diecezji chełmskiej – prawosławnego, na jej terenie przetrwały pojedyncze XIX-wieczne nagrobki prawosławne.